# Березняковская улица
Березняковская улица (укр. Березняківська вулиця) — улица  в Днепровском районе города Киева. Пролегает от улицы Ивана Миколайчука до Днепровской набережной, исторически сложившаяся местность (район) жилой массив Березняки.
Примыкают проспект Павла Тычины, улица Юрия Шумского.
Проспект Соборности с улицами Евгения Сверстюка, Березняковской и Ивана Миколайчука образовывают транспортную развязку.

## История
Новая улица возникла в 1960-е годы при строительстве нового жилого массива Березняки. Только парная сторона улицы застраивалась в 1970-е годы. 
31 октября 1967 года новая улица (от Набережной до Серафимовича) на жилмассиве Березняки получила современное название — в честь жилого массива Березняки, где улица пролегает, согласно Решению исполнительного комитета Киевского городского совета депутатов трудящихся № 1826 «Про наименование и переименование улиц и площадей г. Киева» («Про найменування та перейменування вулиць і площ м. Києва»). 
Кроме того, 5 июля 1955 года улица Шевченко в Дарницком районе была переименована Березняковская улица. Была ликвидирована в середине 1960-х годов вместе с другими улицами и их застройкой бывшего села Кухмистерская слободка, в связи со строительством нового жилого массива Березняки.

## Застройка
Улица опоясывает с востока и юга жилмассив Березняки: пролегает в юго-восточном направлении, затем, сделав полукруг, пролегает в юго-западном направлении. Перед примыканием улицы Юрия Шумского улица пролегает вдоль (южнее) озера Тельбин.  
Парная стороны улицы занята многоэтажной жилой застройкой (9-16-этажные дома) и учреждениями обслуживания. Непарная сторона улицы пролегает вдоль ж/д линии и занята коммунальными предприятиями (гаражи — гаражно-строительные кооперативы), в конце — торговые центры. На территории школы № 228 расположен «памятник-самолёт МиГ-21». 
Учреждения:
1. дом № 21А — гаражно-строительный кооператив «Березняки-4»
2. дом № 23 — гаражно-строительный кооператив «Березняки-3»
3. дом № 25 — гаражно-строительный кооператив «Березняки-2»
4. дом № 26А — детсад № 454
5. дом № 26Б — Киевская высшая банковская школа
6. дом № 26Б — Киевский университет рыночных отношений
7. дом № 30Б — гимназия № 30; ДЮСШ
8. дом № 32 — школа № 209
9. дом № 38Б — школа-детсад
10. дом № 34 — школа № 228

Мемориальные доски:
1. дом № 23 — основателю и руководителю ГСК «Березняки-3» Анатолию Евстафиевичу Омельченко
2. дом № 25 — одному из основателей ГСК «Березняки-2» Константину Ивановичу Шпирке